# San Moisè

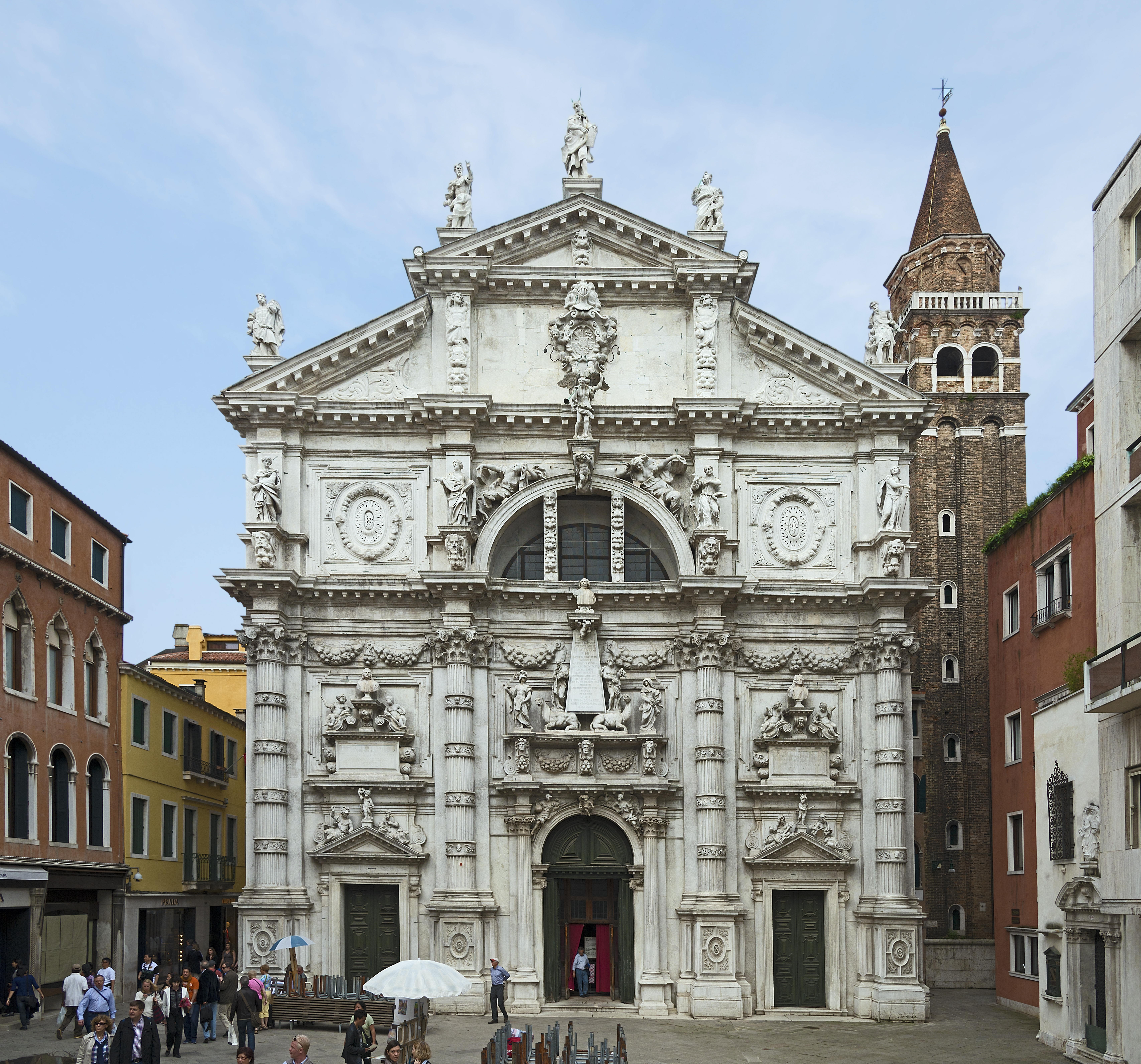
San Moisè

San Moisè, offiziell San Mosè Profeta, ist eine römisch-katholische Pfarrkirche im Sestiere San Marco in Venedig. Sie liegt in der Nähe des Markusplatzes und des ehemaligen Teatro San Moisè.

## Geschichte
Laut venezianischer Geschichtsschreibung wurde die Kirche 797 im Auftrag der Familien  Artigeri und Scopari errichtet. Die einfache Holzkirche trug das Patrozinium des heiligen Victor von Mailand.
Francesco Sansovino datiert ihre Gründung auf das Jahr 947, allerdings ohne eine Quelle anzugeben. Nach Giuseppe Tassini war die Kirche 947 in einem solch schlechten Zustand, dass ein Neubau vonnöten war. Sie wurde nun aus Stein durch den venezianischen Patrizier Moisè Valier neu errichtet und nach Valiers Namenspatron Moses umbenannt.
Nach einem Brand 1105 wurde sie ein weiteres Mal aufgebaut. Seit dem 13. Jahrhundert ist die Kirche als Pfarrkirche nachgewiesen. 1632 wurde die einsturzgefährdete Kirche durch eine Stiftung des Prokurators Vincenzo Fini von Grund auf neu errichtet. 1668 entstand nach den Plänen von Alessandro Tremignon die Barockfassade. 1709 wurde der Neubau vom Patriarchen Pietro Barbarigo geweiht.
1810 wurde die Pfarrei San Moisè durch ein Edikt Napoleons aufgehoben und dem Pfarrbezirk von San Marco eingegliedert.
1874 sollte die baufällige Kirche abgerissen werden um Platz zu schaffen für die Weiterführung der Calle large XXII marzo. Heftige Proteste, unter anderem von Alvise Zorzi, ab 1879 Segretario des Museo Correr, verhinderten den Abriss. Conte Zorzi selbst stand der Fassade durchaus kritisch gegenüber, schrieb von der Monstrosität dieser Formen und Skulpturen (mostruosità di quelle forme e di quelle sculture).
1878 wurde die Fassade und 1958 sowie 1972 der gesamte Bau restauriert.

## Architektur und Ausstattung
Das Kirchengebäude ist ein dunkler Saalraum mit Seitenkapellen und Presbyterium. Die spätbarocke Ausstattung mit Seitenaltären, Kanzel, Orgelbrüstung und Deckengemälde ist fast vollständig erhalten. Die verschiedenen Altäre und Seitenaltäre sind u. a. mit einer Pietà von Antonio Corradini von 1732, einer Fußwaschung von Tintoretto, einem dem Palma il Giovane zugeschriebenen Abendmahl und Wandgemälden u. a. von Pellegrini ausgestattet.
Im Mittelschiff befindet sich der Gedenkstein des Grabmals von John Law, der in der Kirche San Geminiano bestattet war, die dem Umbau des Markusplatzes durch Napoleon zum Opfer fiel.
Das Chorgestühl stammt noch aus dem Vorgängerbau des 16. Jahrhunderts.

### Fassade
Die prunkvolle, mit Figurenschmuck und ornamentalem Dekor üppig ausgestattete Fassade ist eine barock-theatralische Inszenierung zum Lob des Stifters Vincenzo Fini, der mit einer hoch aufgesockelten Büste über dem Hauptportal präsentiert wird. Zwei weitere Mitglieder der Familie Fini, ebenfalls venezianische Prokuratoren, sind über den Seitenportalen mit Büsten präsentiert.
Architekt der Fassade war Alessandro Tremignon (1635–1711). 1878 entfernte man aus statischen Gründen einige der Skulpturen.

### Campanile

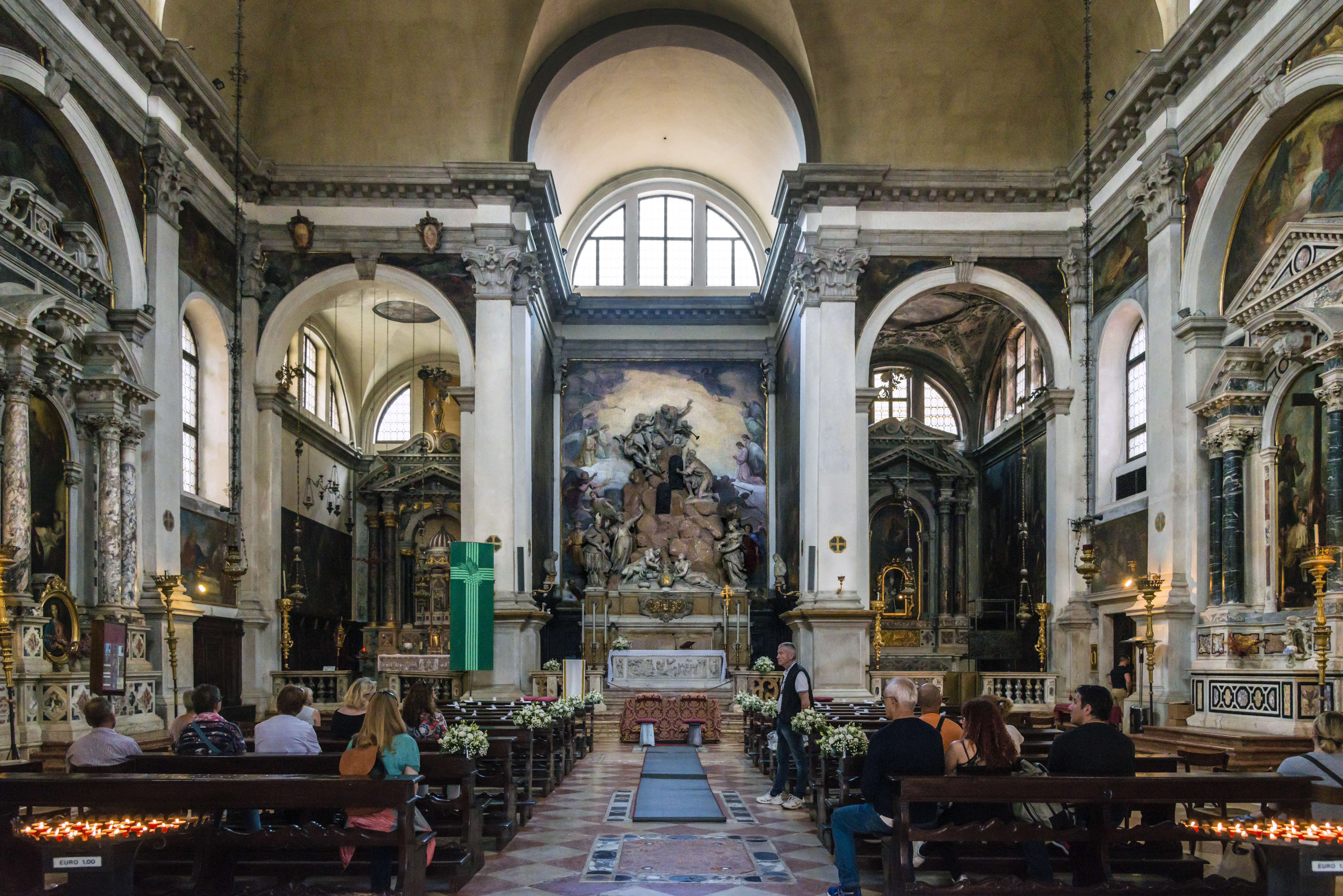
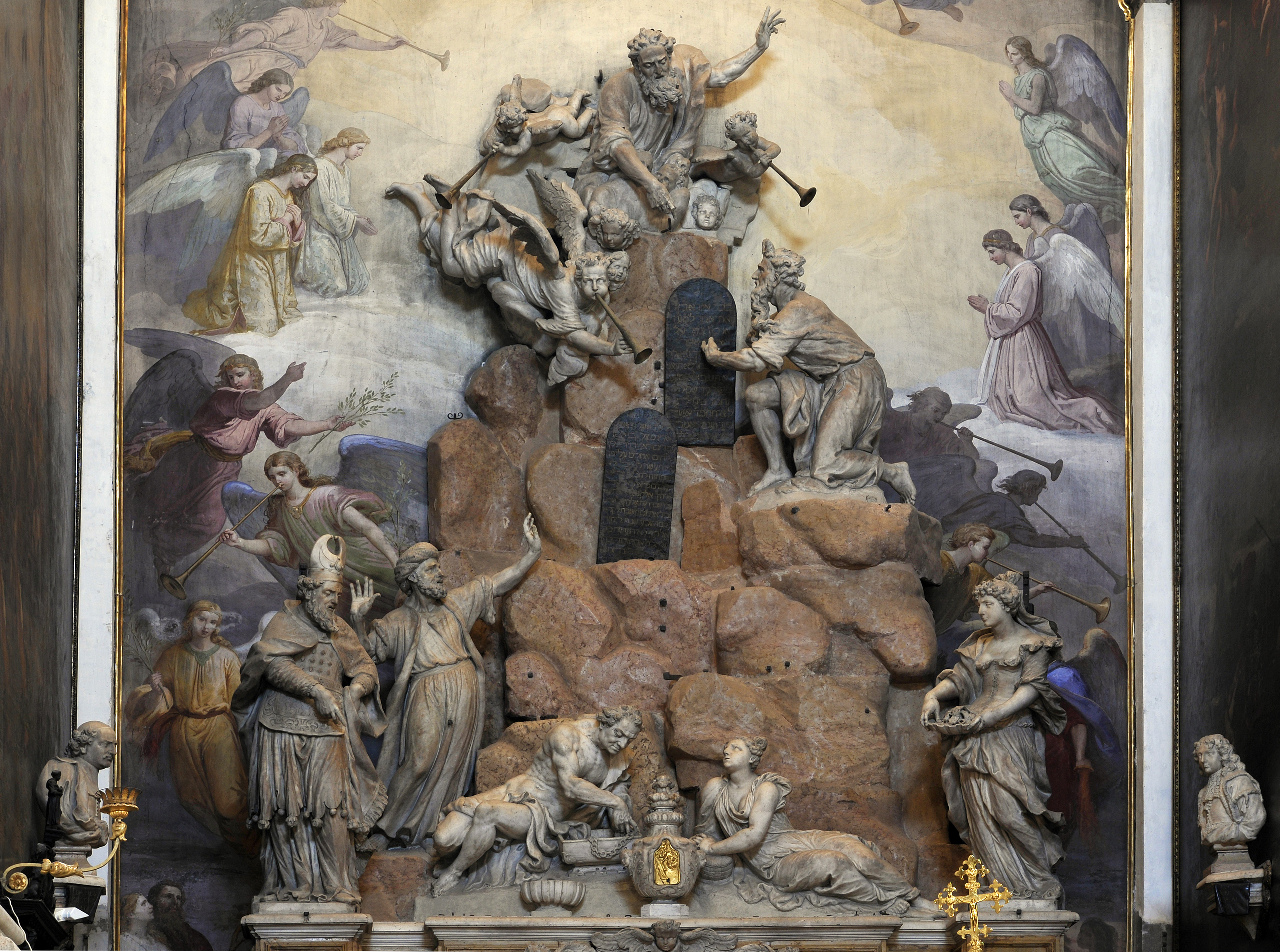
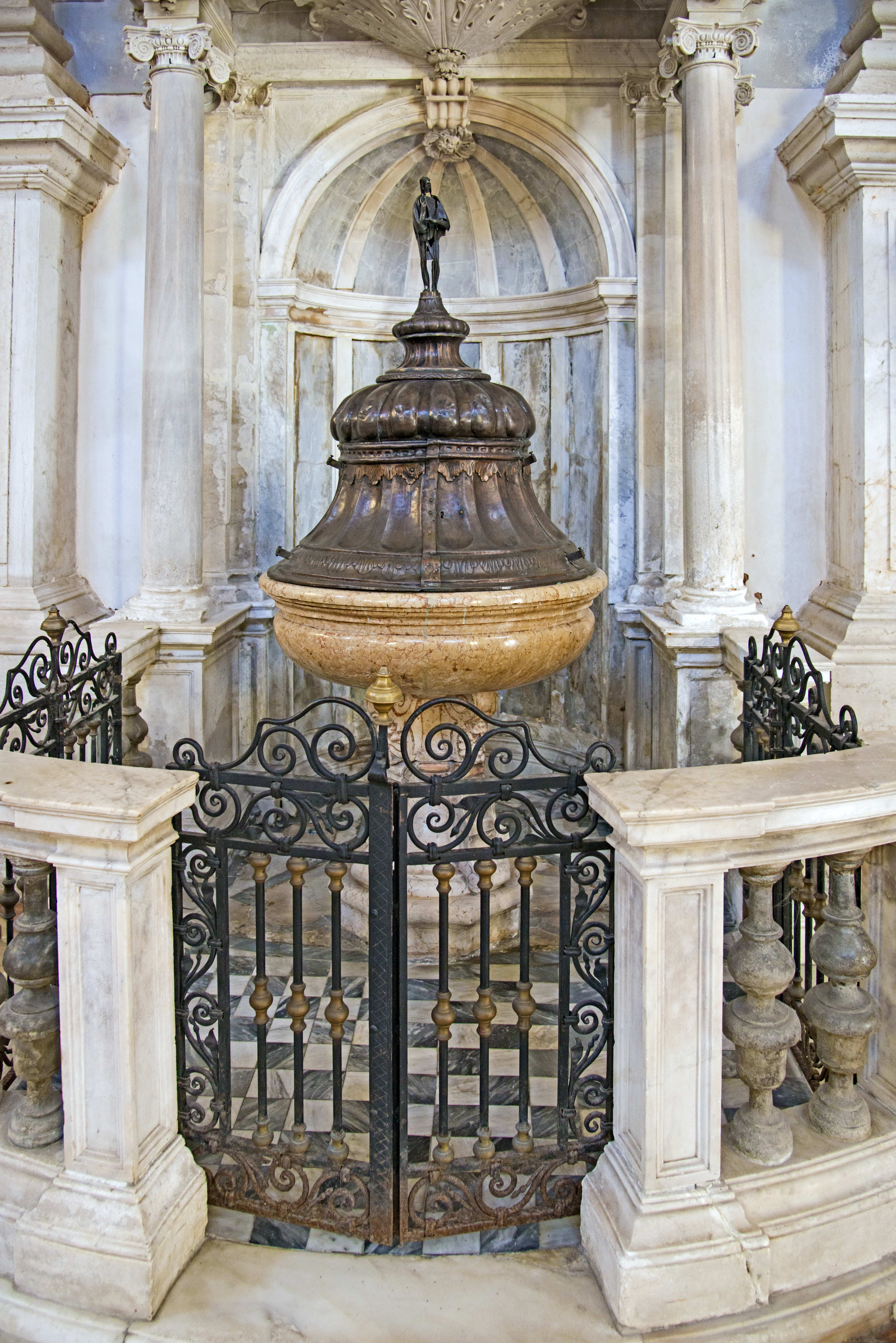
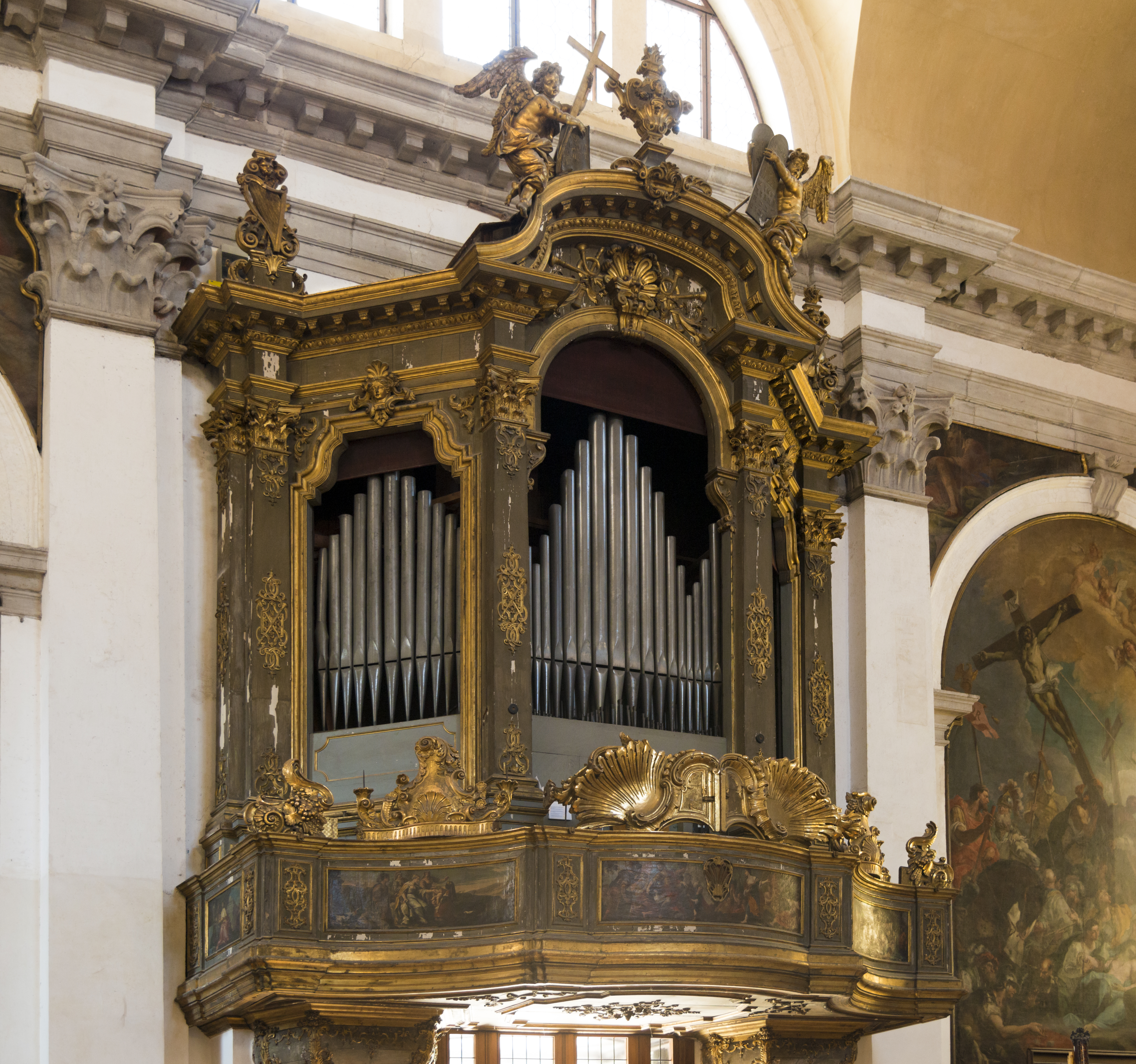
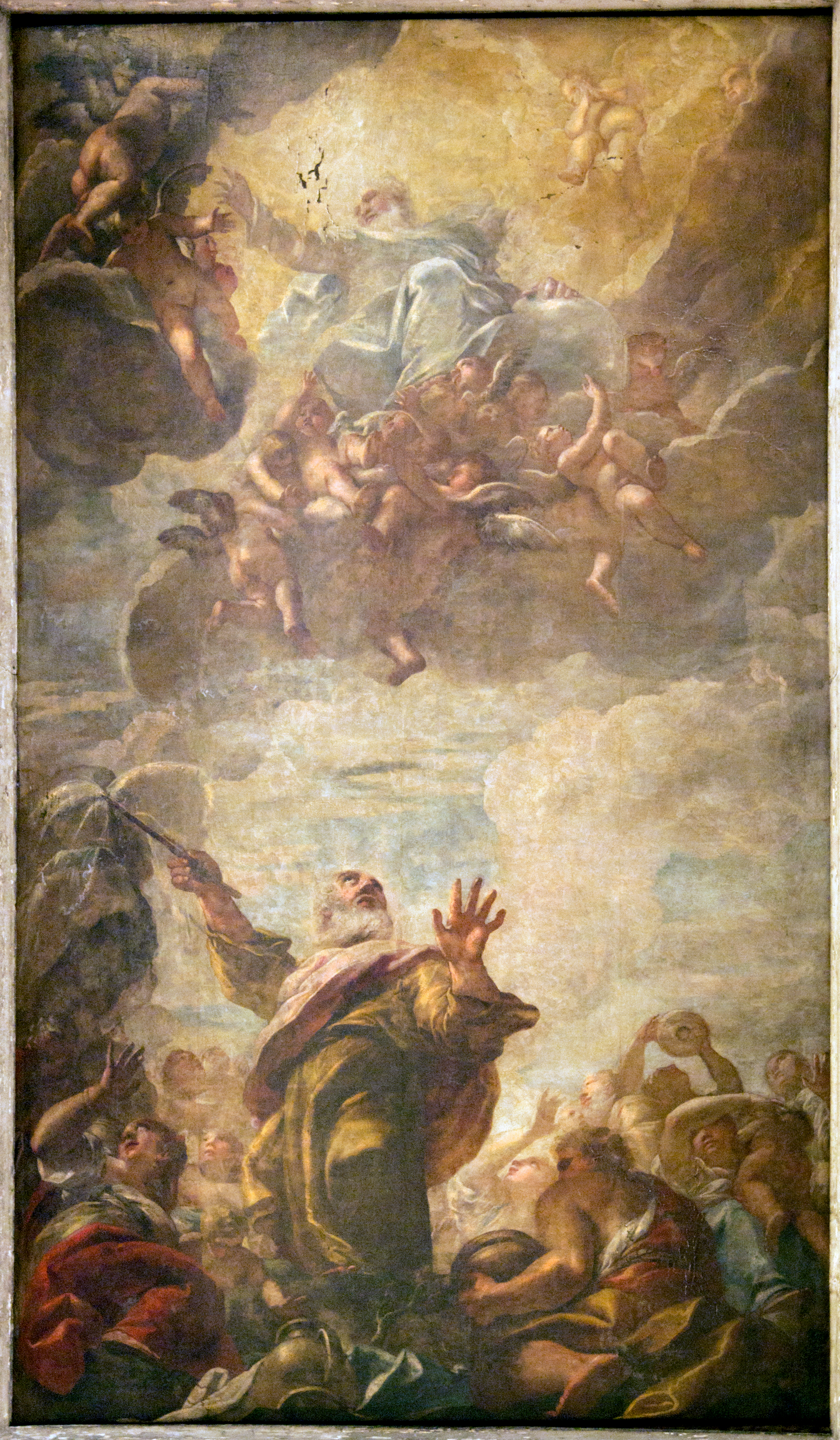
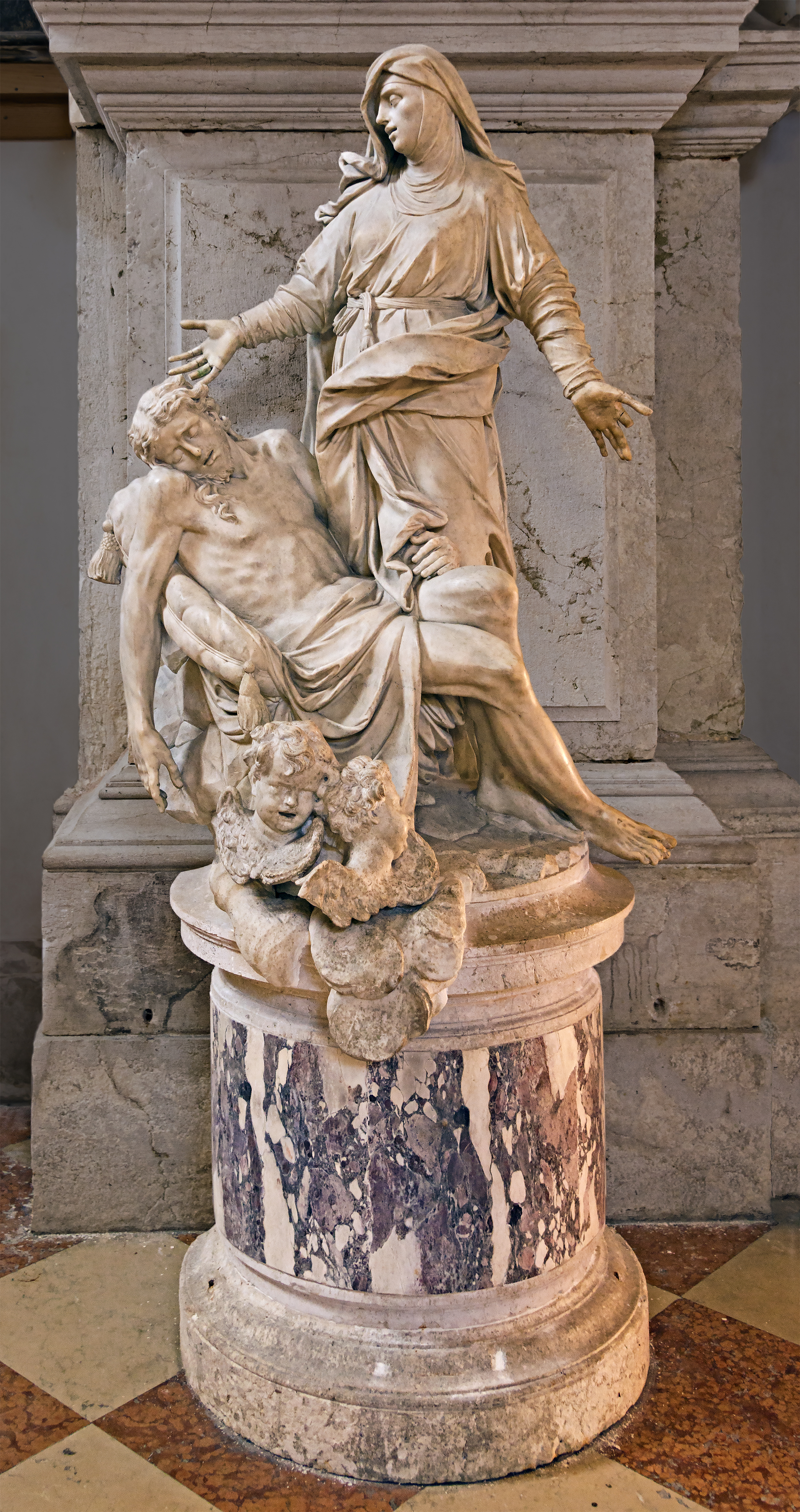

Der Campanile erhebt sich auf der rechten Seite der Kirche. Er weist in seiner Gesamtheit noch die charakteristische Form eines venezianischen Campanile aus dem 14. Jahrhundert auf, mit de Fiale aus Mauerziegeln.

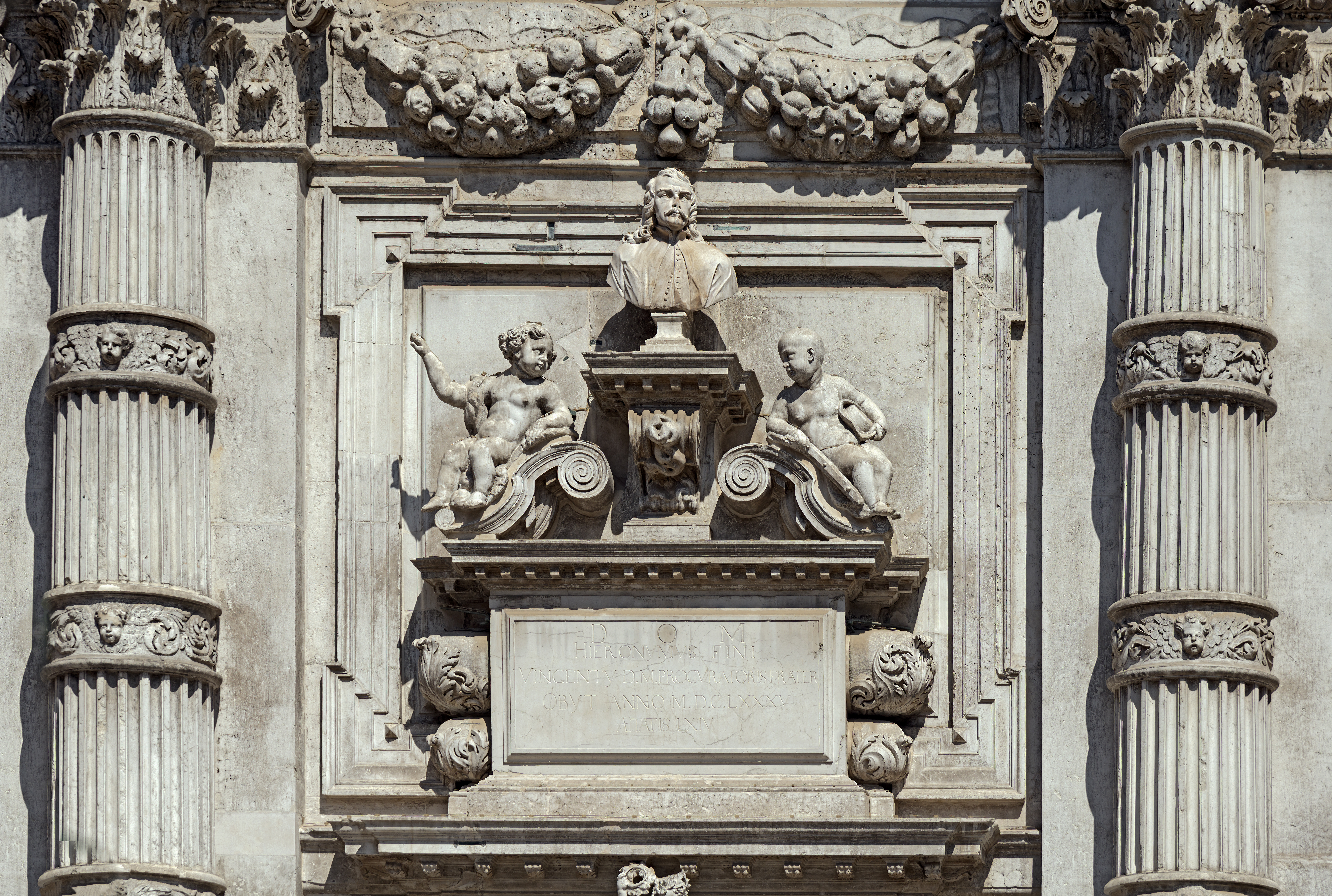
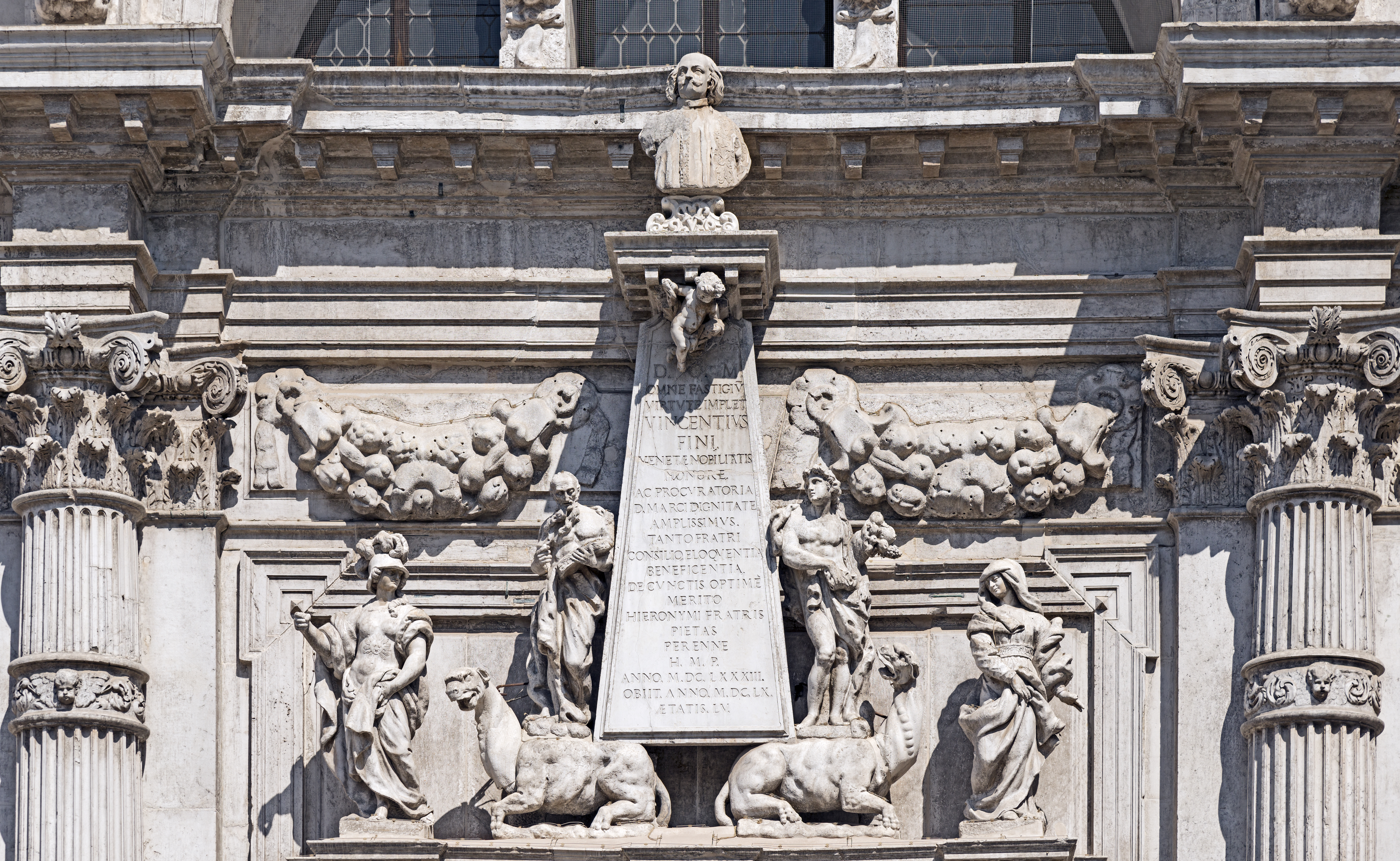
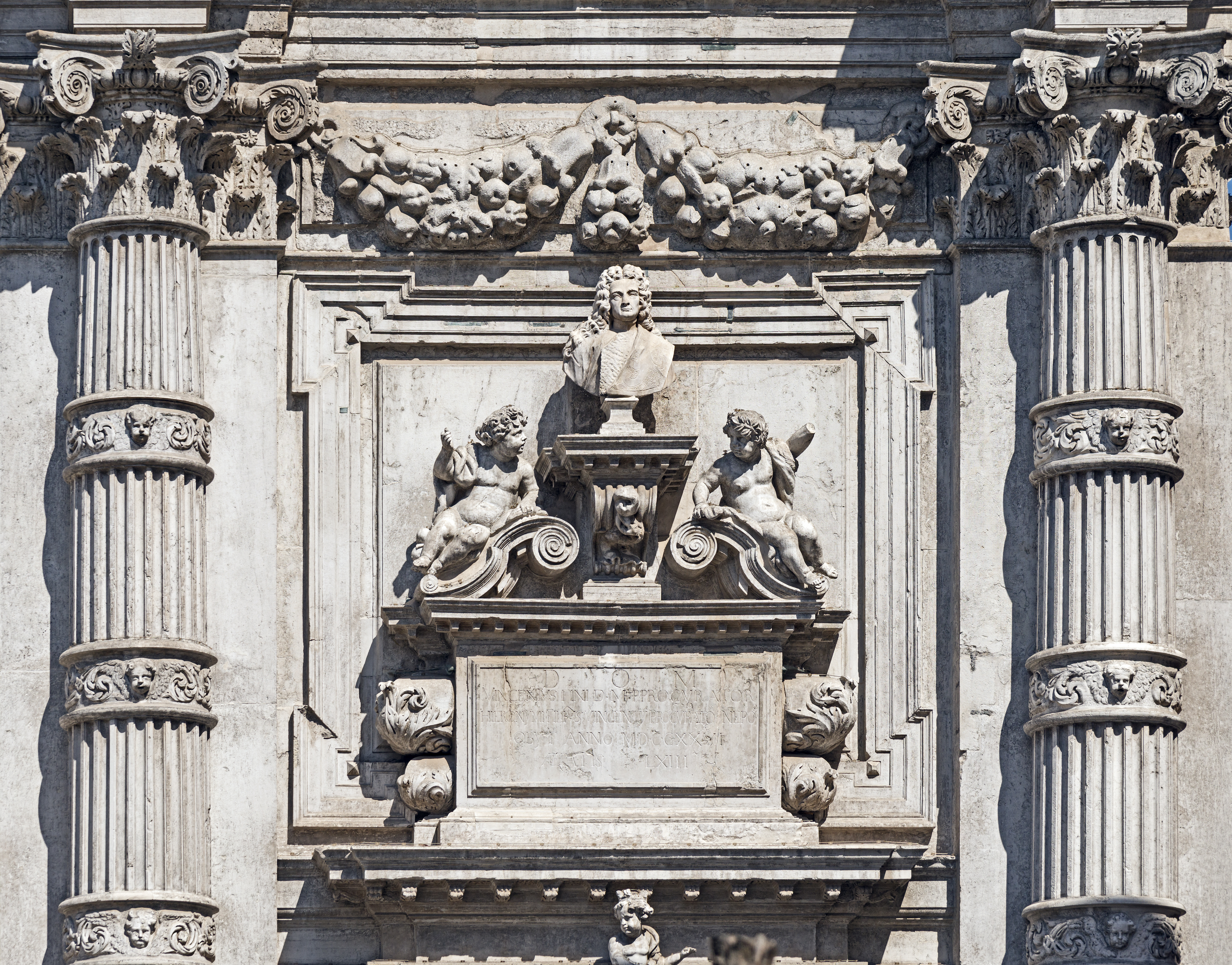

## Kritik an der Fassade
Die Fassade von San Moisè war insbesondere im 19. Jahrhundert Gegenstand heftiger Kritik. Diese Stiftung eines schwerreichen und frischgeadelten Prokurators von San Marco, Messer Vincenzo Fini, dient ausschließlich der Verherrlichung der Stifterfamilie. Mit den Worten von John Ruskin: eine Offenbarung frechen Atheismus’. Pietro Selvatico schrieb über den Architekten Alessandro Tremignan:

„Tremignan, der die Familie Fini dazu überredete, fast ihr gesamtes Vermögen zu vergeuden, um die Fassade der Kirche von S. Moisè nach seinem Entwurf zu errichten, ist der Höhepunkt aller architektonischen Torheiten, die Unmäßigkeit eines kleinlichen Geistes, dem der Einfallsreichtum der Verteilung und die Harmonie der Worte fehlen. Dieses unglückliche Bauwerk, das 1688 fertiggestellt wurde, wird durch die schmutzigen Außenskulpturen und die vielen Skulpturen an der Hauptfassade noch abscheulicher, die ebenfalls eine Erfindung von Tremignan sind, aber von einem gewissen Arrigo Marengo ausgeführt wurden, der zu den dümmsten Künstlern gehört, die je gelebt haben.“

Vorsichtiger formuliert Erich Hubala 1974: „Das Ganze ist eine in Stein verewigte Bühnendekoration zu Ehren der Fini, im einzelnen nicht ohne Meriten und ikonographische Finesse, im ganzen aber wenig glücklich.“